# 寝屋川市立三井小学校
寝屋川市立三井小学校（ねやがわしりつ みいしょうがっこう）は、大阪府寝屋川市三井が丘三丁目にある公立小学校。
寝屋川市北部の団地を校区としている。校区に団地が建設されたことに伴い1969年（昭和44年）に開校した。その後児童数の減少により、2005年（平成17年）には近隣の寝屋川市立明徳小学校を統合している。
2003年度（平成15年度）に文部科学省から小中一貫教育の研究校に指定され理科教育・情報教育・英語教育の研究を実施したことをきっかけに、理科・情報・英語の各分野に力を入れている。

## 沿革
三井小学校は香里三井団地の建設に伴い、寝屋川市で11番目の公立小学校として1969年（昭和44年）に新設開校した。学校は竹藪を切り開いて建設されている。開校当初は小規模校だったが、団地の人口増加に伴って児童数も増加し、それに伴って学校規模が過大化したため、1975年（昭和50年）には従来の校区の一部を新設の寝屋川市立国松緑丘小学校の校区へと分離している。
また明徳小学校は寝屋川団地の建設に伴い、寝屋川市で18番目の公立小学校として1972年（昭和47年）に新設開校した。「明徳」の校名は古典の一節から採用されている。児童数増加のため、1981年（昭和56年）には従来の校区の一部を寝屋川市立宇谷小学校に分離している。
しかし少子化や団地の高齢化に伴い、三井・明徳の両校とも児童数が減少傾向となった。寝屋川市学校適正化計画により三井・明徳の両校が2005年（平成17年）に統合し現在の形となっている。

### 年表
- 1968年7月 - 寝屋川市立三井小学校の建設工事が始まる。
- 1969年3月5日 - 寝屋川市立三井小学校の校舎が完成。この日を創立記念日とする。
- 1969年4月1日 - 寝屋川市立三井小学校が開校。
- 1972年7月1日 - 寝屋川市立明徳小学校が開校。
- 1975年4月1日 - 従来の三井小学校の校区の一部を、新設の寝屋川市立国松緑丘小学校校区へ分離。
- 1977年4月 - 三井小学校に養護学級を設置。
- 1978年4月 - 明徳小学校に養護学級を設置。
- 1981年4月1日 - 従来の明徳小学校の校区の一部を、新設の寝屋川市立宇谷小学校校区へ分離。
- 2003年4月 - 文部科学省から小中一貫教育の研究校に指定される（2005年度までの3年間、第十中学校・三井小学校・明徳小学校・宇谷小学校の各校共同）。
- 2005年3月31日 - 寝屋川市立明徳小学校が閉校。
- 2005年4月1日 - 寝屋川市立三井小学校・寝屋川市立明徳小学校が統合。寝屋川市立三井小学校が存続校となる。
- 2006年4月 - 大阪府教育センターから「学ぶ意欲を高めるための授業研究」プロジェクト協力校に指定され、理科教育の研究を実施。
- 2007年4月 - 大阪府教育センターから「実験観察融合型デジタル教材活用共同研究」研究協力校に指定される。
- 2008年4月 - 国立教育政策研究所から「学力の把握に関する研究（理科）」の研究校に指定される（2010年度までの3年間）。

## 通学区域
- 寝屋川市 三井が丘1丁目・2丁目・3丁目・4丁目・明徳1丁目・2丁目、池の瀬町、成田東が丘21-29番および38-44番（26番3号、28番1・2号を除く）。

卒業生は寝屋川市立第十中学校に進学する。

## 交通
- 京阪バス 三井団地バス停。
- 京阪本線 香里園駅 南東へ約2.2km。
- 片町線（学研都市線） 星田駅 北西へ約2.5km。